# Gerhard Kreyssig
Gerhard Kreyssig (* 25. Dezember 1899 in Crossen; † 14. Oktober 1982 in München) war ein deutscher Politiker der SPD.

## Leben und Beruf
Nach der Schulzeit auf dem Realgymnasium in Plauen, die durch die Teilnahme am Ersten Weltkrieg unterbrochen worden war, studierte Kreyssig Volkswirtschaftslehre und Staatswissenschaften in Greifswald und Leipzig. Er schloss bis 1924 eine Lehre bei der Deutschen Bank an. In Leipzig wurde er 1925 mit der Arbeit Der Solidarismus als sozialwissenschaftliches Prinzip in der Formulierung durch Heinrich Pesch zum Doktor der Politischen Wissenschaften promoviert. Nachdem er zunächst bei der Bayerischen Hypotheken- und Wechselbank in München tätig gewesen war, arbeitete er ab 1928 als Sekretär in der wirtschaftspolitischen Abteilung der Hauptgeschäftsstelle des Allgemeinen freien Angestelltenbundes in Berlin. Von 1931 bis 1945 war er Leiter der wirtschaftspolitischen Abteilung des Internationalen Gewerkschaftsbundes, zunächst in Berlin, später in Paris und London, wohin die IGB-Zentrale nach der Machtergreifung der Nationalsozialisten ausgewichen war. Aufgrund der Emigration wurde er 1938 mit seiner Familie ausgebürgert.
Nach dem Zweiten Weltkrieg kehrte Kreyssig nach Deutschland zurück und wurde Wirtschaftsredakteur bei der Süddeutschen Zeitung. Er gehörte seit 1945 der IG Druck und Papier an. Von 1948 bis 1952 war er im Aufsichtsrat der Staatlichen Erfassungsstelle für öffentliches Gut m.b.H., 1953 bis 1968 saß er als Arbeitnehmervertreter in den Aufsichtsräten der Siemens & Halske AG und der Siemens-Schuckertwerke AG.
Kreyssig war mit der Tochter von Erich Ollenhauer verheiratet und hatte eine Tochter.

## Partei
Seit 1922 gehörte Kreyssig der SPD und später auch dem Reichsbanner Schwarz-Rot-Gold an. Von 1947 bis 1967 war er Mitglied im Wirtschaftspolitischen Ausschuss beim Parteivorstand der SPD.

## Abgeordneter
Kreyssig war 1947 bis 1949 Mitglied des Wirtschaftsrates der Bizone. Er war seit dem 4. April 1951, als er für Waldemar von Knoeringen nachrückte, Bundestagsabgeordneter und blieb dies als stets über die Landesliste der bayerischen SPD gewählter Parlamentarier bis 1965. 
Vom 16. Juli 1952 bis zum 21. Dezember 1965 gehörte Kreyssig gleichzeitig dem Europaparlament an, dessen Vizepräsident er seit März 1964 war.

## Auszeichnungen
- 1959: Bayerischer Verdienstorden
- 1965: Großes Bundesverdienstkreuz

## Veröffentlichungen
- Die deutsche Waggonindustrie. Industrieuntersuchungen auf Grund der Bilanzstatistik des Allgemeinen freien Angestelltenbundes, Freier Volksverlag, Berlin 1927.
- Wirtschaftliche Organisation oder Untergang Europas, Bollwerk-Verlag, Offenbach 1947.
- Probleme und Problematik des Europaparlaments, in: Die Neue Gesellschaft, Heft 4/1957, Seiten 337–346.
- Die sozialpolitische Fundierung der Montanunion. Zur Revision des Montanvertrages, in: Gewerkschaftliche Monatshefte, Heft 9/1958, Seiten 217 bis 223.